# Stadion Dragalewci w Sofii
Stadion Dragalewci (bułg. Стадион Драгалевци) – stadion sportowy w Sofii, stolicy Bułgarii. Został otwarty w 1955 roku. Może pomieścić 2000 widzów. Od 2015 roku swoje spotkania rozgrywają na nim piłkarze klubu Septemwri Sofia.